# Registrum epistolarum
Il Registrum epistolarum (o Epistolae) è la raccolta delle circa 850 epistole pontificali sopravvissute di Gregorio Magno, suddivise in XIV libri e che coprono l’intero arco temporale del suo pontificato (590-604).

## Presentazione generale dell'epistolario
L’epistolario presenta un numero piuttosto imponente di documenti, che supera di gran lunga le consuete dimensioni della corrispondenza trasmessaci dei pontefici delle età vicine. L’eccezionalità di questo epistolario va considerata in relazione sia alla grande personalità di Gregorio sia alla vastità di ambiti interessata dalla sua attività di pontefice. Le tematiche ed i contenuti affrontati, infatti, sono eterogenei: la politica, la diplomazia, la pastorale, la dottrina, la prassi devozionale e liturgica, la direzione spirituale, l’azione evangelizzatrice, l’organizzazione ecclesiastica, la cultura, la gestione patrimoniale, la vita sociale ed economica. Il Registrum testimonia l’impegno a tutto campo profuso da Gregorio nel suo ruolo di pontefice anche dal punto di vista dei destinatari: amici, familiari, ecclesiastici, sovrani, politici, dignitari, funzionari, amministratori, uomini di cultura.

## Composizione e stile dell'epistolario
Il Registrum epistolarum presenta rispetto alle altre opere di Gregorio caratteristiche peculiari non soltanto dal punto di vista dei contenuti, quanto soprattutto della forma: trattandosi di documenti cancellereschi, non è facile distinguere quali epistole siano state composte direttamente dal pontefice e quali dal personale addetto. È stato notato come, in linea di massima, le lettere dirette agli amici, all’imperatore e ai membri della sua famiglia, ai re, ai patriarchi e a chiunque non fosse sottoposto alla sua giurisdizione siano state composte da Gregorio stesso, mentre le lettere ai suoi subordinati siano opera della cancelleria. L’analisi stilistico-formale ha poi mostrato l’evidente differenza tra lettere personali del papa e le lettere di carattere gestionale o disciplinare: le prime sono ricche di citazioni scritturistiche o classiche e attingono largamente agli artifici e alle consuetudini della retorica antica, mentre le seconde aderiscono con maggior rigidità agli schemi codificati del genere epistolografico. Nel Registrum, in ogni caso, va riconosciuta una forte coerenza stilistica e letteraria rispetto ai canoni dell’epistolografia classica, che lascia intravedere in Gregorio non solo un utilizzo consapevole della retorica antica, ma soprattutto la coscienza del valore sociale dell’epistola. L’epistolario obbedisce infatti ai codici di comportamento che regolano i rapporti fra persone colte e mira quindi a costruire una rete di contatti ai livelli più alti della società, con figure di spicco della cultura, del mondo politico, civile e ecclesiastico.

## La tradizione manoscritta dell'epistolario
L’ampiezza e la varietà di contenuti del Registrum può essere spiegata attraverso lo studio della trasmissione manoscritta e delle circostanze di stesura delle originarie collezioni parziali. Queste ultime, infatti, vennero create in momenti e con intenti diversi a partire dall’archivio ufficiale della cancelleria lateranense, che conservava le lettere originali di Gregorio e che andò perduto dopo il IX secolo. Questa operazione di selezione comportò la scomparsa della maggior parte della corrispondenza gregoriana, in quanto si ritiene che essa si aggirasse attorno a qualche migliaio di lettere. Il Registrum, inoltre, non manca di problemi di pseudoepigrafia a tutt’oggi irrisolti e, all’inverso, almeno una lettera attribuita a papa Pelagio II andrebbe ascritta a Gregorio.
Testimonianze storiche ci danno notizie di almeno tre raccolte parziali originarie: quella di Nothelmus per Beda, di cui si conservano unicamente le 8 lettere trascritte nell’Historia ecclesiastica gentis Anglorum; quella di Bonifacio, andata perduta; quella voluta da papa Adriano I, che si conserva integralmente ed è nota come Registrum Hadriani (R). Quest’ultimo è il testimone più importante della tradizione manoscritta e conserva 686 lettere, per lo più incentrate sull’amministrazione patrimoniale; realizzata nel 774 su indicazione di Adriano, venne donata nello stesso anno al re dei Franchi Carlo, probabilmente con un intendimento politico.

## Edizioni di riferimento
- Gregorii Magni Registrum epistularum, 2 voll., ed. D. Norberg, Turnhout 1982 (CCSL CXL, CXL A)
- Gregorii I papae Registrum epistularum, 2 voll., edd. P. Ewald – L.M. Hartmann, Berlino 1891-1899 (MGH Epp. I-II)
- S. Gregorii Magni Epistolae selectae, 2 voll., ed. Nicola Turchi, Roma 1907-1908
- S. Gregorii Papae Epistolarum libri quartuordecim [con Appendix ad Epistolas] (PL LXXVII)